# Росохацька група
Росоха́цька гру́па — національно-патріотична, підпільна група молоді із села Росохач Чортківського району Тернопільської області, що діяла на початку 1970-х років.

## Діяльність групи
Група організаційно сформувалася у 1972 році. 
Учасник групи Володимир Мармус написав присягу, яка починалася словами: «Перед образом Святої Богородиці, перед лицем своїх товаришів урочисто присягаюся вірно служити Україні, боротися за її незалежність». Закінчувалася присяга так: «Якщо я зраджу, то хай рука друга зітре мене з лиця землі». Присягу прийняло десятеро хлопців: Володимир і Микола Мармуси, Петро Вітів, Петро Винничук, Василь Лотоцький, Володимир Сеньків, Андрій Кравець, Микола Слободян, Микола Лисий і Степан Сапеляк.
Учасники групи переписували й розповсюджували листи невідомого автора, у яких знищення могил вояків Галицької Армії у Львові називалося вандалізмом, Поширювали також “антирадянські” вірші, деколи їх розклеювали. Микола Мармус записав виступ із закликом боротьби за Україну на магнітофон. І коли молодь йшла з кінотеатру ввечері, учасники організації голосно вмикали магнітофон, щоб усі слухали.
У ніч проти 22 січня 1973 року у Чорткові група провела акцію: встановила чотири синьо-жовті прапори та розвішала прокламації до 55-ї річниці проголошення Четвертого Універсалу Української Центральної Ради в Києві.
Члени групи збиралися йти у збройне підпілля. Вони збирали зброю (мали два пістолети, карабін та обріз), тренувалися в лісі користуватися нею. Але 19 лютого 1973 року почалися арешти. Першим заарештували Степана Сапеляка.
Наприкінці 1973 року у Тернополі відбувся суд. За статтями 62 (проведення антирадянської агітації і пропаганди) і 64 (створення антирадянської організації) Карного Кодексу УРСР Володимира Мармуса засудили до 6 років таборів суворого режиму і 5 заслання, Миколі Мармусу та Степанові Сапеляку дали по 5 років ВТК і 3 заслання, Володимиру Сеньківу і Петрові Винничуку — по 4 ВТК і 3 заслання, Миколі Слободяну, Василю Лотоцькому з Андрієм Кравцем — по 3 роки ВТК і 2 заслання. Петра Вітіва та Миколу Лисого не судили.
Про членів Росохацької підпільної організації Харківською правозахисною групою видана книжка «Юнаки з огненної печі» (2003), книга спогадів Володимира Мармуса «Доля обрала нас» (2004), відзнято документальні фільми «Прапори» (2018) та «Росохацька група»(2023). Діяльності групи присвячена пісня Василя Мармуса «Брати по неволі» (2022)..
У 2023 році відбулося спецпогашення поштового конверта приуроченого 50-річчю акції Росохацької групи.
Діяльність групи до цього часу викликає міжнародний резонанс.
26 грудня 2024 року в Музеї національно-визвольної боротьби Тернопільщини представили документальний фільм «Вони дивляться на нас з неба…»  Дебютна стрічка режисерки Тетяни Скиби розповідає історії полеглих Героїв Володимира Вітіва та Василя Мармуса – синів учасників  «Росохацької групи».

## Нагороди
26 листопада 2005 року Степана Сапеляка за вагомий особистий внесок у національне та державне відродження України, самовідданість у боротьбі за утвердження ідеалів свободи й незалежності, активну громадську діяльність нагороджено орденом «За заслуги» третього ступеня.
18 серпня 2006 року інших членів групи за громадянську мужність, виявлену 1973 року при піднятті національного прапора України у місті Чорткові Тернопільської області, активну участь у національно-визвольному русі нагороджено орденом «За мужність» першого ступеня.
26 січня 2012 року на будівлі Чортківського гуманітарно-педагогічного фахового коледжу імені Олександра Барвінського відкрито меморіальну таблицю.
22 січня 2023 року відкрито меморіальну дошку на приміщенні колишнього критого ринку (нині — «Лемківська світлиця») з нагоди 50-ї річниці підняття над Чортковом синьо-жовтих прапорів.
1 вересня 2023 року на фасаді Росохацької гімназії відкрито меморіальну дошку учасникам Росохацької групи, які в ній навчалися.

## Галерея

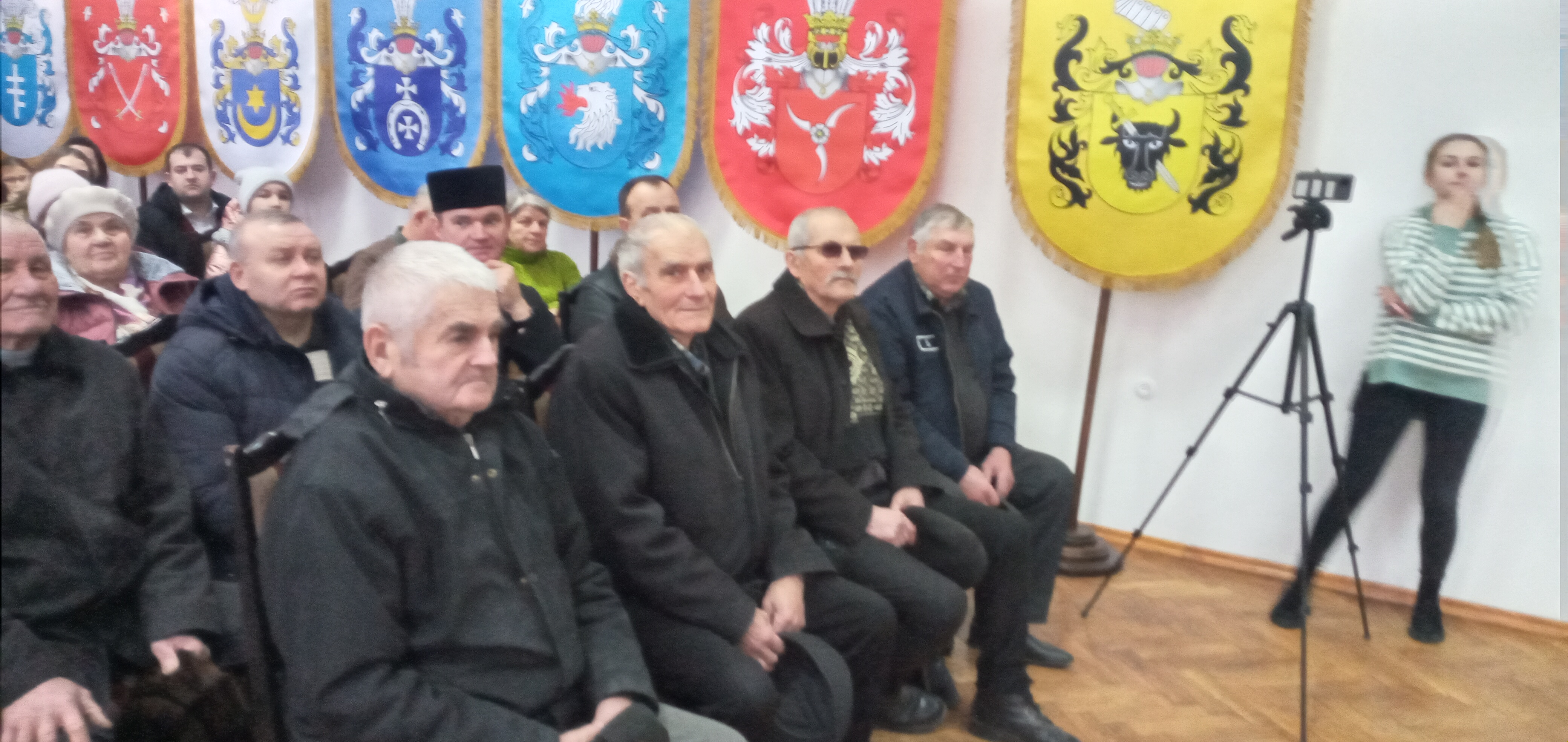
"Росохацька група": 50 років юнацькій відвазі"
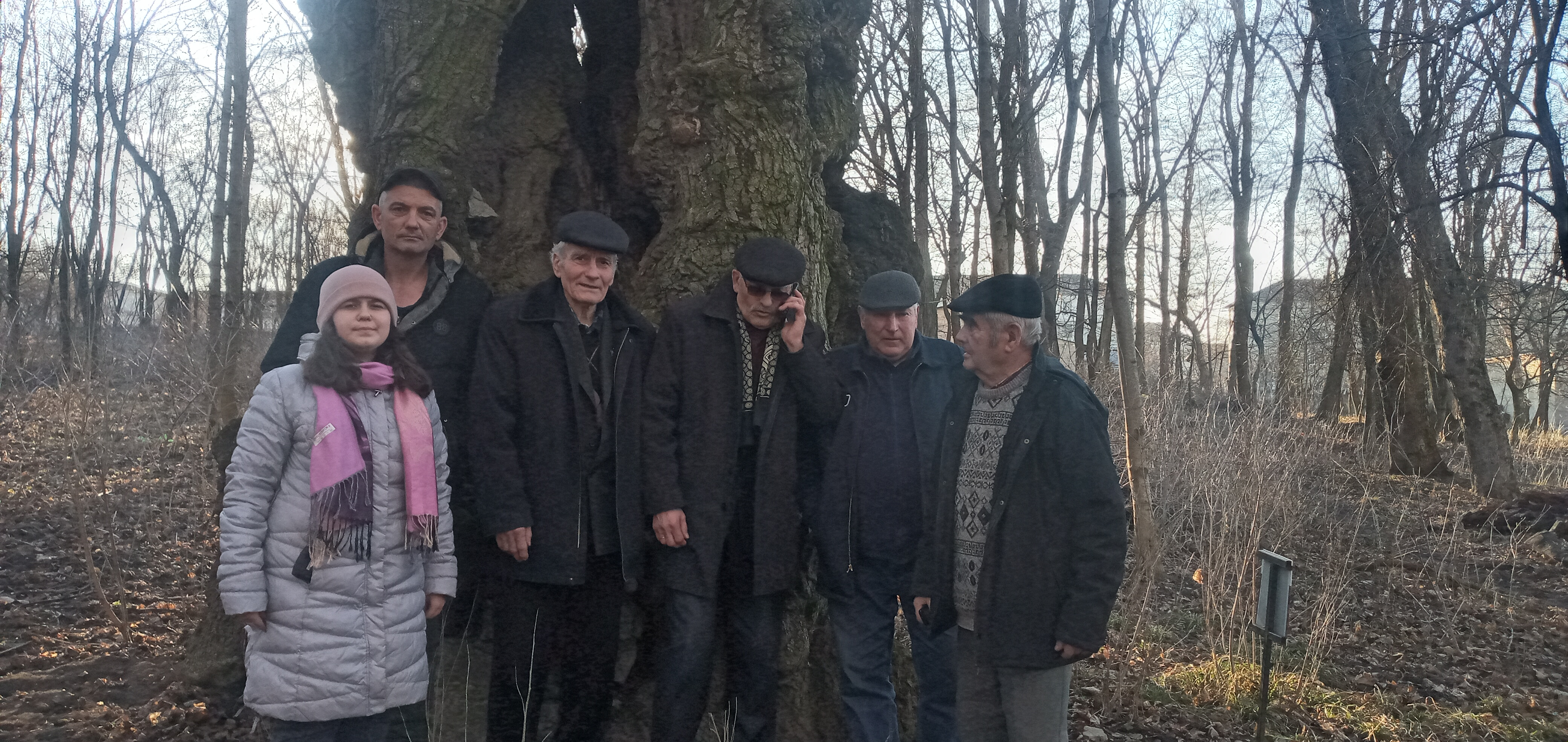
Учасники Росохацької групи біля 560-річної липи у Скала-Подільському парку
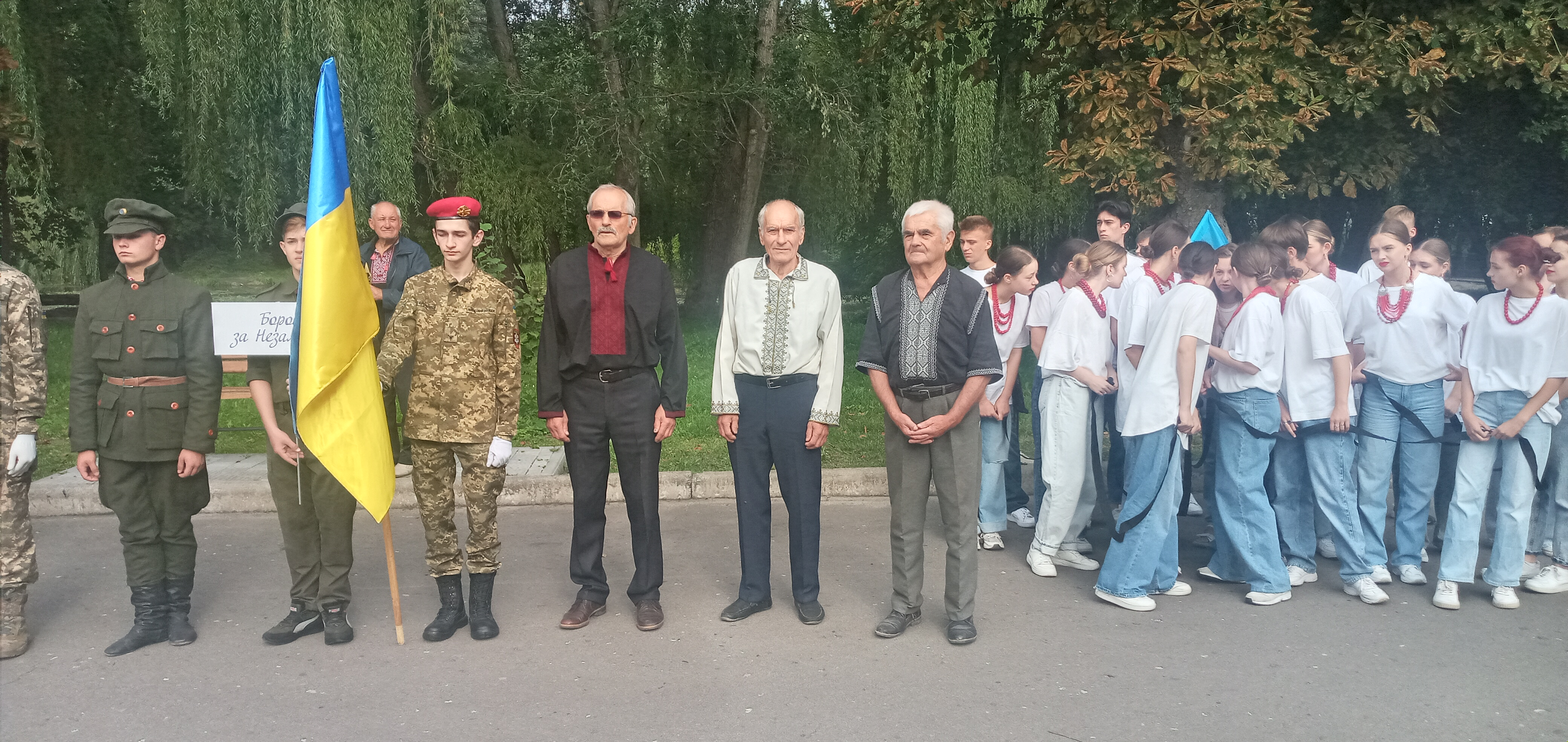
Росохацька група на День Прапора 2022
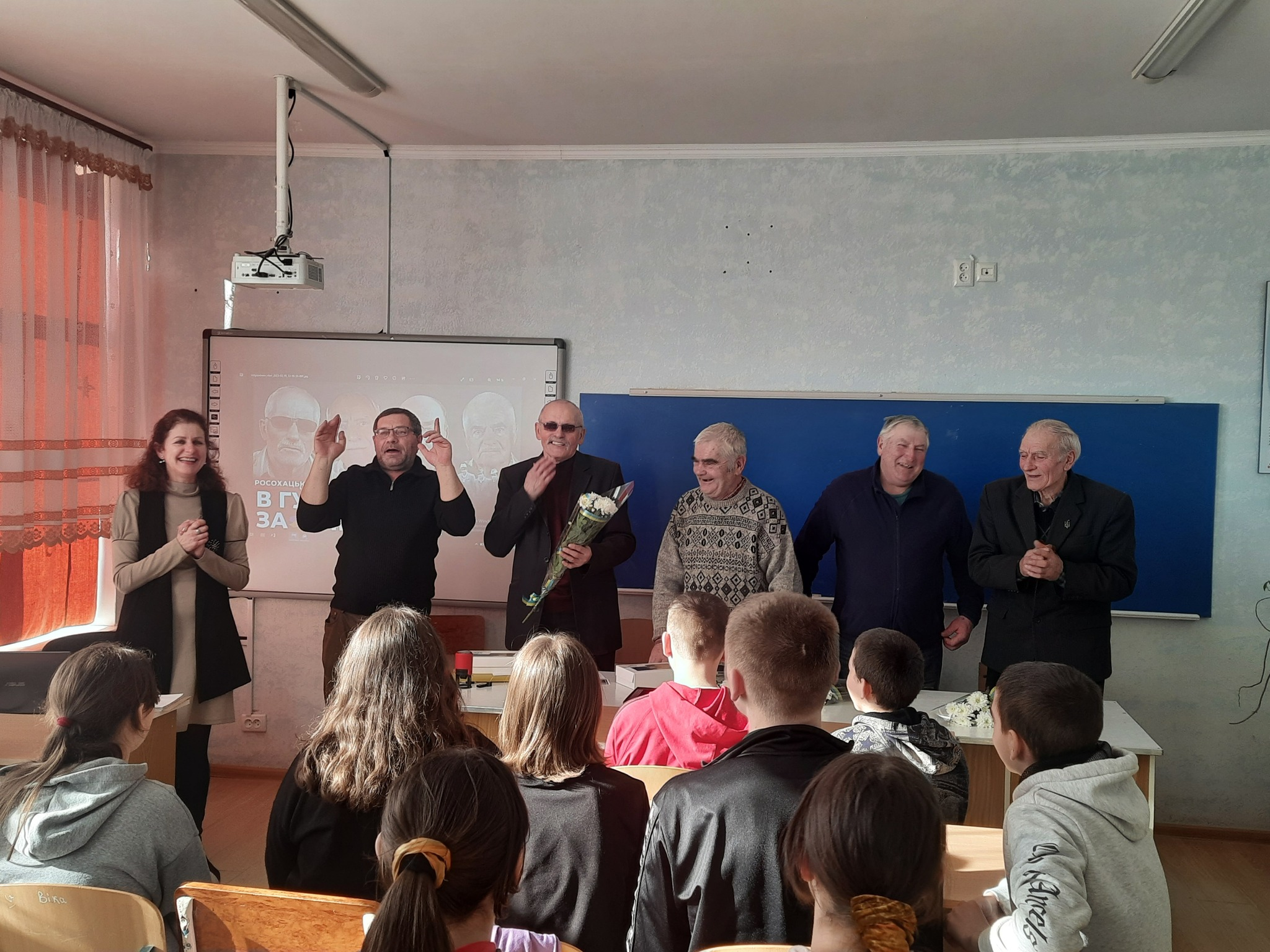
Зустріч в Скалі - Подільській школі
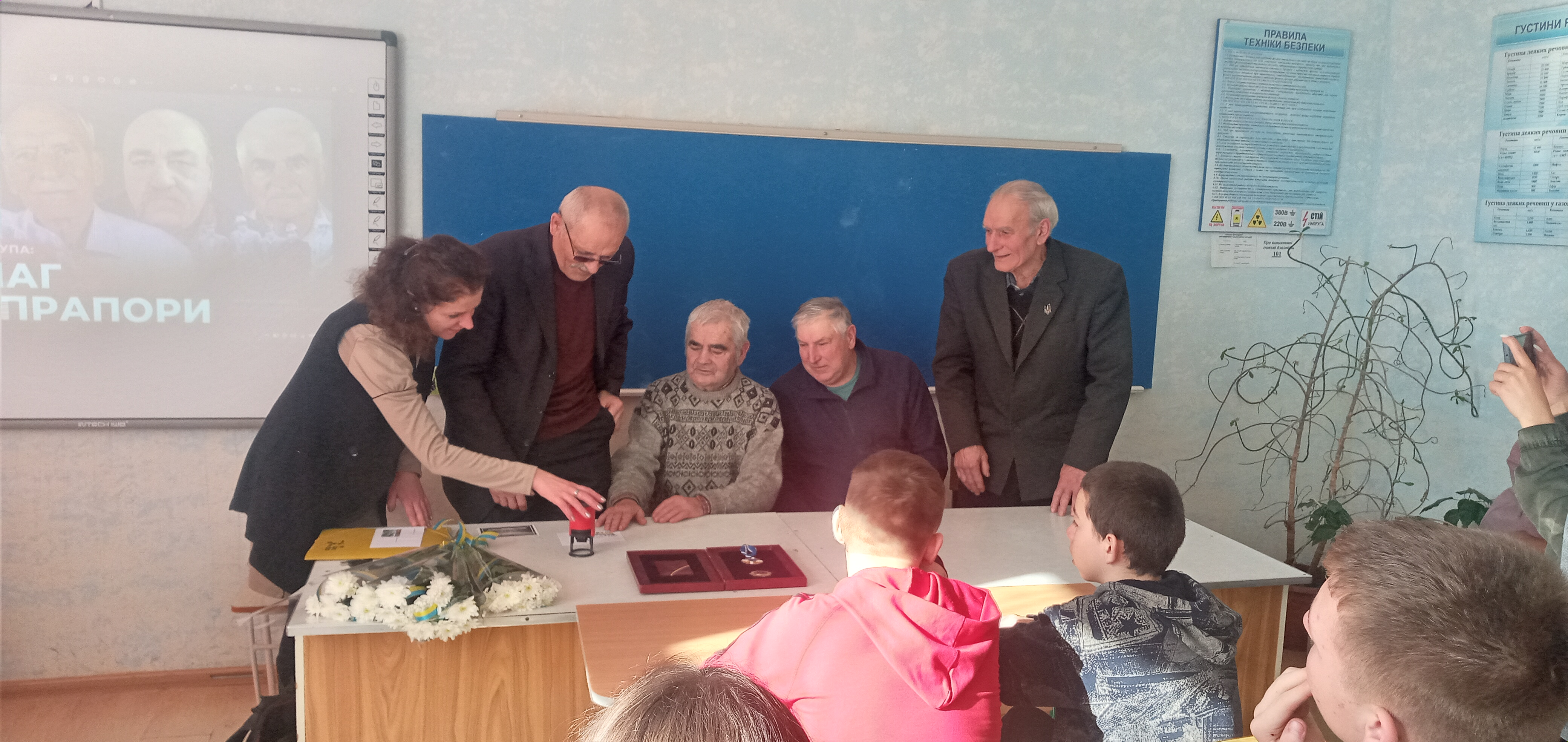
Спецпогашення конверту в Скала-Подільській школі
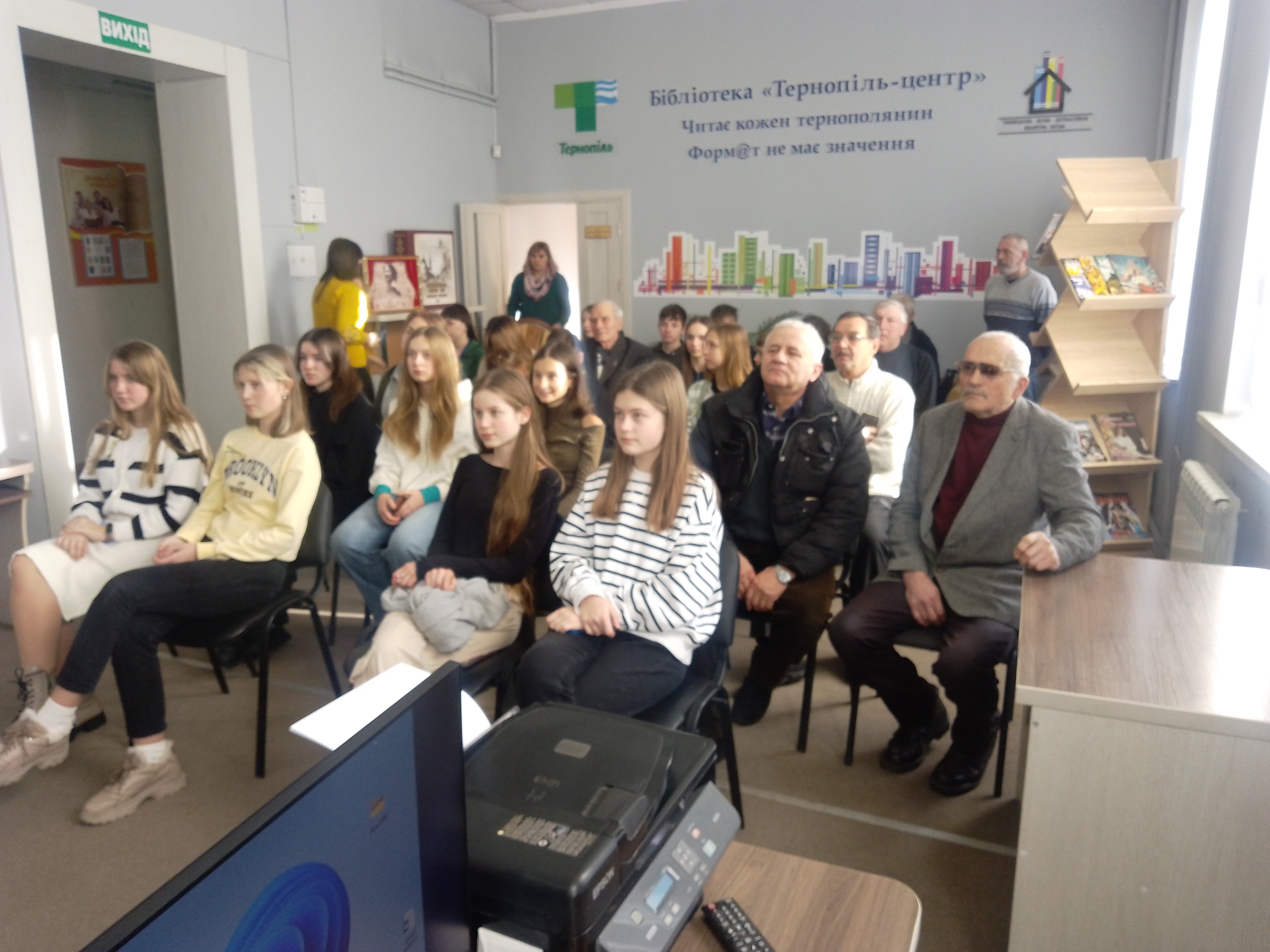
Показ фільму "Росохацька група" під час кіномарафону "Синьо-жовта стрічка" у Центральній міській бібліотеці Тернополя